# مريم بنت أبي يعقوب الشلبي
مريم بنت أبي يعقوب الشَّلْبي شاعرة لغة عربية في الأندلس في القرن الثامن. ولدت في شلب (سيلفس الحديثة، البرتغال) واستقرت في إشبيلية، حيث أصبحت معلمة للنبلاء.
عاشت في وقت مورو، وقد أشير إليها باسم صافو العربية. وخلال فترة وجودها قامت العديد من النساء في أندلوسيا بزراعة الفن.
وهناك بعض الأمثلة المحفوظة من أعمالها في مكتبة الإسكوريال.